# Nadia Bisiach
Nadia Bisiach (* 25. Januar 1965) ist eine australische Tischtennisspielerin. Sie nahm an den Olympischen Spielen 1988 teil.
1983 vertrat Nadia Bisiach bei der Weltmeisterschaft in Tokio.
Ozeanien-Rangliste Platz 3 1988 (issue378)
Bei den Olympischen Spielen 1988 in Seoul trat sie im Einzel- und Doppelwettbewerb an. Nach einem Sieg und vier Niederlagen landete sie auf Platz 33. Sie gewann gegen Feiza Ben Aïssa (Tunesien) und verlor gegen Valentina Popova (Sowjetunion), Kyōko Uchiyama (Japan), Insook Bhushan (USA) und Chen Jing (China). Im Doppel spielte sie zusammen mit Kerri Tepper. Hier gelang nur ein Sieg gegen Mok Ka Sha / Hui So Hung (Hongkong). Sechs Spiele gingen verloren, wodurch sie mit Platz 15 Letzter wurden.
In der Ozeanien-Rangliste wurde Nadia Bisiach 1988 auf Platz drei geführt.